# Volta a Portugal de 1975
Em 1975 não houve Volta a Portugal em Bicicleta devido à situação instável que o país atravessava.
Em sua vez disputou-se o Grande Prémio Clock disputado de 23 a 31 de Agosto de 1975, consistindo em um prólogo e 10 etapas.

## Etapas
| Nº           | Data         | Etapa                                    | km  | Vencedor da etapa               | Camisola amarela             |
| ------------ | ------------ | ---------------------------------------- | --- | ------------------------------- | ---------------------------- |
| Prólogo      | 23 de Agosto | Pista de Alvalade (C/R por equipas)      | 9   | Sporting                        | José Amaro (Sporting)        |
| 1ª etapa     | 24 de Agosto | Circuito da Malveira                     | 51  | José Amaro (Sporting)           | José Amaro (Sporting)        |
| 2ª etapa     | 25 de Agosto | Lisboa - Santarém                        | 131 | José Amaro (Sporting)           | José Amaro (Sporting)        |
| 3ª etapa     | 26 de Agosto | Santarém - Montemor-o-Novo               | 163 | Fernando Mendes (Benfica)       | Joaquim Agostinho (Sporting) |
| 4ª etapa / A | 27 de Agosto | Beja - Loulé                             | 141 | Álvaro Ramos (Louletano-Marina) | Joaquim Agostinho (Sporting) |
| 4ª etapa / B | 27 de Agosto | Pista de Loulé (Perseguição individual)1 | 2   |                                 |                              |
| 5ª etapa / A | 28 de Agosto | Loulé - Tavira                           | 119 | Manuel Gomes (Sporting)         | Joaquim Agostinho (Sporting) |
| 5ª etapa / B | 28 de Agosto | Pista de Tavira (Perseguição individual) | 2   | Joaquim Agostinho (Sporting)    | Joaquim Agostinho (Sporting) |
| 6ª etapa     | 29 de Agosto | Castro Verde - Setúbal                   | 163 | Manuel Gomes (Sporting)         | Joaquim Agostinho (Sporting) |
| 7ª etapa / A | 30 de Agosto | Setúbal - São João das Lamas             | 62  | José Amaro (Sporting)           | Joaquim Agostinho (Sporting) |
| 7ª etapa / B | 30 de Agosto | Circuito de São João das Lamas           | ?   | Joaquim Agostinho (Sporting)    | Joaquim Agostinho (Sporting) |
| 8ª etapa     | 31 de Agosto | Sintra - Lisboa (C/R individual)         | 25  | Joaquim Agostinho (Sporting)    | Joaquim Agostinho (Sporting) |

1 Anulada após invasão de pista por parte por espectadores.

## Classificações Finais

### Geral individual
| Lugar | Nome                 | Nacionalidade | Equipa   |
| 1º    | Joaquim Agostinho    | Portugal      | Sporting |
| 2º    | Fernando Mendes      | Portugal      | Benfica  |
| 3º    | José Freitas Martins | Portugal      | Coelima  |

### Outras classificações
Equipas: Benfica.
- http://www.cyclingarchives.com/voorloopfiche.php?wedstrijdvoorloopid=5297 e http://casacomum.org/cc/visualizador?pasta=06823.173.27317#!17